# حماقت مرد مرده
حماقت مرد مرده (به انگلیسی: Dead Man's Folly) رمانی جنایی اثر آگاتا کریستی است.
این کتاب که از مجموعه داستان‌های پوآرو می‌باشد در اکتبر ۱۹۵۳ در آمریکا توسط انتشارات داد، مید اند کمپانیref و در ۵ نوامبر همان سال توسط انتشارات کولینز کرایم کلوب در بریتانیا به چاپ رسیده‌است.
قیمت کتاب در بریتانیا ۱۲ شیلینگ و شش پنسی و در آمریکا ۲.۹۵ دلار بوده‌است.

## خلاصه داستان
خانم اولیور هرکول پوآرو را برای دادن جایزه شکار قاتل به ملکی که صاحبش سر جرج استایز است با دادن تلگرافی دعوت می‌کند اما به نظرش چیزی درست نیست و رفتار مهمانان این مسابقه مشکوک است و قرار است قتلی رخ بدهد بنابراین از دوستش دعوت می‌کند تا این احساساتش را بررسی کند. پوآرو به سرعت با قطار سریع‌السیر به آنجا می‌رود و متوجه رفتار مشکوک مهمانان می‌شود و پس از چندی در مسابقه شکار قاتل جسد دختری که قرار بود نقش مقتول را بازی کند پیدا می‌شود. او به قتل رسیده‌است و هرکول پوآرو پرده از راز این قتل برمیدارد.